# Florin Cazan
Florin Mădălin Cazan (sinh ngày 10 tháng 5 năm 1997) là một cầu thủ bóng đá người România thi đấu cho Unirea Slobozia ở vị trí tiền vệ.